# Tiranet de coroneta
El tiranet de coroneta (Euscarthmus meloryphus) és un ocell de la família dels tirànids (Tyrannidae).

## Hàbitat i distribució
Habita garrigues àrides, bosc empantanegat i boscos oberts, localment a les terres baixes al nord i centre de Colòmbia, oest i nord de Veneçuela, sud-oest de l'Equador, nord-oest del Perú, nord, est i sud-est de Bolívia, nord de l'Argentina, Paraguai i est i sud del Brasil.

## Taxonomia
S'han descrit tres subespècies:
- E. m. paulus (Bangs, 1899).
- E. m. meloryphus Wied-Neuwied, 1831.
- E. m. fulviceps	Sclater, PL, 1871.

Alguns autors però, consideren l'última d'elles una subespècie de ple dret:
- tiranet cara-lleonat[3](Euscarthmus fulvipes), pròpia del sud-oest de l'Equador i l'oest del Perú.